# Network News Transfer Protocol
Network News Transfer Protocol (prescurtat NNTP) este un protocol de nivel aplicație folosit pentru transportul articolelor care conțin știri din rețeaua Usenet (rețea de informare) între serverele care lucrează cu prelucrarea știrilor și pentru citirea și postarea de articole cu ajutorul aplicațiilor destinate utilizatorilor finali.